# (38639) 2000 NJ16
2000 NJ16 (asteroide 38639) é um asteroide da cintura principal. Possui uma excentricidade de 0.16663370 e uma inclinação de 4.22154º.
Este asteroide foi descoberto no dia 5 de julho de 2000 por LONEOS em Anderson Mesa.